# Camilla glabra
Camilla glabra – gatunek muchówki z rodziny Camillidae.
Gatunek ten opisany został w 1823 roku przez Carla Fredrika Falléna jako Drosophila glabra.
Muchówka o ciele długości około 2,5 mm, ubarwionym błyszcząco czarno. Głowę ma zaopatrzoną w wibrysy, trzy pary małych szczecinek orbitalnych i skrzyżowane szczecinki zaciemieniowe. Chetotaksję tułowia cechują dwie pary szczecinek śródplecowych i jedna szczecinek mezopleuralnych. Odnóża przedniej pary mają na udach krótki kolec przednio-brzuszny o długości około połowy średnicy uda i położony na prawie tym samym poziomie co kolec tylno-brzuszny.
Owad znany z Hiszpanii, Wielkiej Brytanii, Belgii, Holandii, Niemiec, Szwecji, Finlandii, Szwajcarii, Austrii, Polski, Czech, Słowacji, Węgier, Bułgarii, europejskiej części Rosji i Wysp Kanaryjskich.